# Трахалница
Тра̀халница (тра̀хальница, тра̀льница) е вид примитивна ръчна мелница за смилане на брашно.
Състои се от тежък овален камък и обикновена каменна плоча.
Върху плочата се посипва малко пшеница или друго зърно и камъкът се движи върху зърното. Човекът, който работи на трахалницата, застава на коленете си и натиска камъка с ръцете си върху зърното, като го мачка с тежестта си.
Използване на трахалница се наблюдава в Западните Родопи до 1930-те години.